# Судо, Гэнки
Гэнки Судо (яп. 須藤 元気; род. 8 марта 1978, Кото) — японский боец смешанного стиля, представитель лёгкой весовой категории. Выступал на профессиональном уровне в 1999—2006 годах, известен по участию в турнирах таких бойцовских организаций как UFC, К-1, Pancrase, Hero's, Rings и др. Также выступал в греко-римской борьбе и кикбоксинге.
Завершив спортивную карьеру, добился определённых успехов в шоу-бизнесе: музыкальный продюсер, певец, актёр, хореограф. Автор нескольких книг.
В 2019 году стал членом Палаты советников Японии от Конституционно-демократической партии.

## Биография
Гэнки Судо родился 8 марта 1978 года в Токио, Япония. Отец, большой фанат бокса, назвал его в честь главного героя спортивной манги Ganbare Genki.
Во время учёбы в старшей школе серьёзно занимался греко-римской борьбой, становился обладателем Кубка Японии среди юниоров. В 1998 году уехал учиться в США в Колледже Санта-Моники, но уделял учёбе мало внимания и вскоре бросил. В это время стал посещать клуб единоборств в Беверли-Хиллз, освоил бразильское джиу-джитсу. Вернувшись на родину, решил  полностью посвятить себя карьере бойца ММА.
Выступал в смешанных единоборствах на профессиональном уровне при содействии известного голландского бойца Баса Рюттена, первое время дрался в организации Pancrase, где сумел выиграть у нескольких сильных соперников, с помощью рычага локтя принудил к сдаче американца Нейта Марквардта.
В 2001 году одержал две победы в промоушене Fighting Network Rings.
Имея в послужном списке семь побед и только два поражения, в 2002 году привлёк к себе внимание крупнейшей американской организации Ultimate Fighting Championship. В течение трёх лет провёл в октагоне UFC три поединка, из которых два выиграл и один проиграл. В достаточно близком бою раздельным решением судей уступил Дуэйну Людвигу, но затем с помощью «треугольника» принудил к сдаче Майка Брауна. Также в это время выступил на двух турнирах К-1, выиграв у таких известных бойцов как Эрик Эш и Ройлер Грейси.
В 2005—2006 годах являлся бойцом новосозданного японского промоушена Hero's. В дебютном поединке в новой организации заставил сдаться Рамона Деккерса, успешно применив на нём скручивание пятки. Затем участвовал в гран-при лёгкой весовой категории — на стадиях четвертьфиналов и полуфиналов благополучно прошёл Кадзуюки Мияту и Хироюки Такая, тогда как в решающем финальном поединке потерпел поражение техническим нокаутом от Норифуми Ямамото.
После завершения спортивной карьеры проявил себя в сфере развлечений, был продюсером и вокалистом музыкальной группы World Order, снимался в кино и телесериалах, в частности сыграл одного из персонажей в фильме «Бродяга Кэнсин». Написал несколько книг различной тематики.
В 2019 году стал членом Палаты советников Японии от Конституционно-демократической партии.

## Статистика в профессиональном ММА
| Боёв 21  | Побед 16 | Поражений 4 |
| -------- | -------- | ----------- |
| Нокаутом | 1        | 1           |
| Сдачей   | 12       | 0           |
| Решением | 3        | 3           |
| Ничьи    | 1        | 1           |

| Результат | Рекорд | Соперник          | Способ                       | Турнир                                            | Дата             | Раунд | Время | Место            | Примечание                                        |
| --------- | ------ | ----------------- | ---------------------------- | ------------------------------------------------- | ---------------- | ----- | ----- | ---------------- | ------------------------------------------------- |
| Победа    | 16–4–1 | Дамасио Пейдж     | Сдача (треугольник)          | K-1 PREMIUM 2006 Dynamite!!                       | 31 декабря 2006  | 1     | 3:05  | Осака, Япония    |                                                   |
| Победа    | 15–4–1 | Оле Лаурсен       | Единогласное решение         | Hero's 4                                          | 15 марта 2006    | 3     | 5:00  | Токио, Япония    |                                                   |
| Поражение | 14–4–1 | Норифуми Ямамото  | TKO (удары руками)           | K-1 PREMIUM 2005 Dynamite!!                       | 31 декабря 2005  | 1     | 4:39  | Осака, Япония    | Финал гран-при Hero's 2005 в лёгком весе.         |
| Победа    | 14–3–1 | Хироюки Такая     | Сдача (треугольник)          | Hero's 3                                          | 7 сентября 2005  | 2     | 3:47  | Токио, Япония    | Полуфинал гран-при Hero's 2005 в лёгком весе.     |
| Победа    | 13–3–1 | Кадзуюки Мията    | Сдача (рычаг локтя)          | Hero's 3                                          | 7 сентября 2005  | 2     | 4:45  | Токио, Япония    | Четвертьфинал гран-при Hero's 2005 в лёгком весе. |
| Победа    | 12–3–1 | Рамон Деккерс     | Сдача (скручивание пятки)    | Hero's 1                                          | 26 марта 2005    | 1     | 2:54  | Сайтама, Япония  |                                                   |
| Победа    | 11–3–1 | Ройлер Грейси     | KO (удары руками)            | K-1 MMA ROMANEX                                   | 22 мая 2004      | 1     | 3:40  | Сайтама, Япония  |                                                   |
| Победа    | 10–3–1 | Майк Браун        | Сдача (армбар треугольником) | UFC 47                                            | 2 апреля 2004    | 1     | 3:31  | Лас-Вегас, США   |                                                   |
| Победа    | 9–3–1  | Эрик Эш           | Сдача (скручивание пятки)    | K-1 PREMIUM 2003 Dynamite!!                       | 31 декабря 2003  | 2     | 0:41  | Нагоя, Япония    |                                                   |
| Поражение | 8–3–1  | Дуэйн Людвиг      | Раздельное решение           | UFC 42                                            | 25 апреля 2003   | 3     | 5:00  | Майами, США      |                                                   |
| Победа    | 8–2–1  | Ли Ремедиос       | Сдача (удушение сзади)       | UFC 38                                            | 13 июля 2002     | 2     | 1:38  | Лондон, Англия   |                                                   |
| Победа    | 7–2–1  | Кэнъити Ямамото   | Сдача (удушение сзади)       | Rings: World Title Series 5                       | 21 декабря 2001  | 2     | 1:46  | Иокогама, Япония |                                                   |
| Победа    | 6–2–1  | Брайан Ло-А-Нжо   | Сдача (треугольник)          | Rings: Battle Genesis Vol. 8                      | 21 сентября 2001 | 1     | 2:17  | Токио, Япония    |                                                   |
| Победа    | 5–2–1  | Крейг Оксли       | Сдача (замок ахилла)         | Pancrase: Trans 6                                 | 31 октября 2000  | 1     | 3:14  | Токио, Япония    |                                                   |
| Ничья     | 4–2–1  | Андре Педернейрас | Ничья                        | C2K: Colosseum 2000                               | 26 мая 2000      | 1     | 15:00 | Токио, Япония    |                                                   |
| Поражение | 4–2–0  | Киума Куниоку     | Единогласное решение         | Pancrase: Trans 2                                 | 27 февраля 2000  | 2     | 3:00  | Осака, Япония    |                                                   |
| Победа    | 4–1–0  | Нейт Марквардт    | Сдача (рычаг локтя)          | Pancrase: Breakthrough 11                         | 18 декабря 1999  | 1     | 13:31 | Иокогама, Япония |                                                   |
| Победа    | 3–1–0  | Виктор Хунсакер   | Сдача (удары локтями)        | Pancrase: Breakthrough 9                          | 25 октября 1999  | 1     | 1:43  | Токио, Япония    |                                                   |
| Поражение | 2–1–0  | Минору Тоёнага    | Единогласное решение         | Pancrase: 1999 Neo-Blood Tournament Second Round  | 1 августа 1999   | 2     | 3:00  | Токио, Япония    |                                                   |
| Победа    | 2–0–0  | Коусэй Кубота     | Единогласное решение         | Pancrase: 1999 Neo-Blood Tournament Opening Round | 1 августа 1999   | 2     | 3:00  | Токио, Япония    |                                                   |
| Ничья     | 1–0–0  | Тики Гон          | Ничья                        | Extreme Shoot 2                                   | 6 июня 1998      | 3     | 5:00  | Мишен-Вьехо, США |                                                   |